# Labi Siffre
Claudius Afolabi "Labi" Siffre (nascido em 25 de junho de 1945) é um cantor, compositor, músico e poeta britânico. Siffre lançou seis álbuns entre 1970 e 1975, e quatro entre 1988 e 1998. Ele publicou ensaios, e a peça para teatro e TV Deathwrite, e três volumes com poesia: Nigger, Blood On The Page e Monument.

## Biografia
Nascido em 25 de junho de 1945, filho de mãe belga e pai nigeriano, Claudius Afolabi Siffre foi criado no oeste de Londres. Aos 11 anos, sabia que precisava "encontrar alguém e fazer com que me amasse pelo resto de nossas vidas"; aos 13, decidiu, graças à enorme coleção de discos de um de seus quatro irmãos, que seria um artista-filósofo ou um filósofo-artista.
Ambas as coisas estavam em andamento antes de completar 20 anos. Siffre compôs sua primeira música aos 18 anos e, um ano depois, em 1964, conheceu seu primeiro marido Peter John Carver Lloyd; eles permaneceram juntos por 48 anos, firmando uma união estável em 2005.
Depois, em 1997, conheceu seu segundo marido, Rudolf "Ruud" Cornelis Arnoldus van Baardwijk. Os três moraram juntos por 16 anos até a morte de Peter em 2013. Ruud faleceu em 2016.

## Carreira
Ele dividiu sua carreira em duas fases, a primeira fase dos anos 1970s até 1975, quando compos e gravou lançou seis álbuns solo e seus maiores sucessos. A segunda, depois de um hiato de mais de dez anos, quando voltou a gravar e seguiu trabalhando até os anos 1990s.
Em seu terceiro álbum, Crying Laughing Loving Lying, as letras de Siffre passaram a não ser mais escritas dedicadas ao sexo oposto. 
"Me ocorreu que eu não podia mais fazer isso", disse ele.
No entanto, muitas vezes expressam contentamento romântico de uma forma tão simples e identificável – casacos compartilhados, espera por ligações telefônicas – que o simples fato de um cantor negro e gay as interpretar deve ter parecido uma declaração política. 

Siffre achava a indústria musical sufocante. Ele confiava em seus empresários, mas diz que a atitude deles costumava ser: "Você pode me trazer algo que eu já ouvi, que já tenha sido um sucesso?". Sem surpresa, isso significou uma reação discreta ao álbum do qual ele mais se orgulha, For the Children, que abordava a predileção da humanidade pela autodestruição.Também, foi corajoso por desafiar as normas cristãs da época, lançando musicas abertamente ateias, como por exemplo as faixas Saved, Prayer e Let's Pretend.
"Meu empresário na época disse: 'Cada palavra do álbum é verdade, mas as pessoas não querem ouvir isso'. Pensei comigo mesmo: eu deveria deixar essas pessoas – elas não entendem o que estou fazendo. Mas eu sabia que podia confiar nelas, então fiquei. E elas pelo menos tentaram entender o que eu estava fazendo, elas se esforçaram. Porque eu não sou fácil... Eu não sou fácil, nem para mim!"

## Legado
Artistas como Kelis, Kenny Rogers, Rod Stewart, Eminem, Miguel, Kanye West, Jay Z e Primal Scream já samplearam canções suas.
Entre seus sucessos, está Watch Me que faz parte do repertório da banda Greta Van Fleet. É essa canção, também, que aparece em cenas importantes da série Por Trás de Seus Olhos, da Netflix.

## Discografia

### Singles nas paradas britânicas
- "It Must Be Love" (No. 14, 1971)
- "Crying Laughing Loving Lying" (No. 11, 1972)
- "Watch Me" (No. 29, 1972)
- "(Something Inside) So Strong" (No. 4, 1987)

### Álbuns de estúdio
- Labi Siffre (1970)
- The Singer and the Song (1971)
- Crying Laughing Loving Lying (1972)
- For the Children (1973)
- Remember My Song (1975)
- Happy (1975)
- So Strong (1988)
- Man of Reason (1991)
- The Last Songs" (1998)
- Monument (Spoken Word) (1998)

### Álbuns ao vivo
- The Last Songs (Remasterizado)" (2006)

## Samples

### "I Got The..."
A canção "I Got The..." foi especialmente sampleada por artistas de hip hop. Entre eles se inclui:
- Eminem no single de 1999 "My Name Is"  do álbum The Slim Shady LP.
- Wu-Tang Clan, no single de 1994 "Can It Be All So Simple" do álbum Enter the Wu-Tang (36 Chambers).
- Jay-Z, na canção "Streets Is Watching" do álbum de 1997 In My Lifetime, Vol. 1.
- Def Squad, no single de 1998 "Countdown" de seu álbum El Niño.
- Primal Scream, na canção "Kill All Hippies" do álbum de 2000 XTRMNTR.
- Miguel na canção "Kaleidoscope Dream", do álbum de 2012 com o mesmo nome.

### Poesia
- Nigger (Xavier Books 1993)
- Blood on the Page (Xavier Books 1995)
- Monument (Xavier Books 1997)

### Peças
- DeathWrite (Xavier Books 1997)

### Ensaios
- Choosing the Stick They Beat You With (Penguin 2000)